# Валиська (Груєцький повіт)
Валиська (пол. Waliska) — село в Польщі, у гміні Нове-Място-над-Пилицею Груєцького повіту Мазовецького воєводства.
Населення — 42 особи (2011).
У 1975-1998 роках село належало до Радомського воєводства.

## Демографія
Демографічна структура станом на 31 березня 2011 року:
|          | Загалом | Допрацездатний вік | Працездатний вік | Постпрацездатний вік |
| -------- | ------- | ------------------ | ---------------- | -------------------- |
| Чоловіки | 17      | 1                  | 13               | 3                    |
| Жінки    | 25      | 6                  | 14               | 5                    |
| Разом    | 42      | 7                  | 27               | 8                    |